# Chartreuse de Prémol
La chartreuse de Prémol est un ancien monastère féminin de l'ordre des Chartreux, fondé en 1234 sur le lieu-dit de Prémol, à Vaulnaveys-le-Haut (Isère), province cartusienne de Provence, par Béatrice de Montferrat, épouse du Dauphin André (Guigues VI) de Viennois. Il existait là un monastère dont la création remontait à la fin du XIIe siècle (cité dans deux bulles papales de 1179 et 1182). Au début du XIIIe siècle, il dépendait de la Prévôté d'Oulx (Dauphiné d'outre-monts).
Après de nombreuses péripéties (voir le paragraphe "Histoire"), le couvent fut fermé et vendu en 1791, pendant la Révolution française, une partie importante des bâtiments étant alors détruite et laissée à l'abandon. Quelques ruines sont toujours visibles au sud-ouest de la chaîne de Belledonne, notamment la maison forestière et les ruines de la Porterie (celle-ci est en cours de reconstruction en 2020-2022).

## Histoire
En 1234, Béatrice de Montferrat, seconde épouse du Dauphin Guigues VI de Viennois (André de Bourgogne), demande au prieur de Saint-Jean-de-Vaulnaveys, chanoine régulier de saint Augustin  dépendant de la prévôté d'Oulx, de lui donner les terres qu'il possède à Vaulnaveys au lieu-dit Prémol (Prattis Mollis, le Pré Mou). En ce lieu existe depuis la seconde moitié du XIIe siècle un monastère. Les chanoines donnent les terres à la Dauphine qui les offre aux moniales au début de l'année 1235. Le Dauphin Guigues VII de Viennois, fils de Béatrice de Montferrat, y est inhumé en 1270, ainsi que sa mère, fondatrice de la chartreuse.
La Chartreuse de Prémol, durant son existence, a subi plusieurs dommages et incendies, notamment en 1467 et pendant les guerres de religion en 1562/1563 où il fut dévasté par les "religionnaires". S'en sont-ils pris aux tombeaux princiers ? Seules des fouilles détaillées pourraient le dire.
Elle fait l'objet d'importants travaux au début du XVIIIe siècle à la suite d'un incendie dévastateur en 1707 (retour des moniales en 1715), suivis de près par Dom le Masson, Prieur général de Chartreuse. Dans la disposition des bâtiments, mais aussi dans la cohabitation avec le vicaire et les moines, on constate une étroite parenté avec la maison féminine de Salettes.
Supprimée de fait par la loi qui abolit les communautés religieuses en 1790, la Chartreuse de Prémol cessa d'exister légalement, même si les religieuses continuèrent, par tolérance, à y vivre plus d'une année. Les biens du monastère (sur 397 hectares) furent ensuite aliénés et les populations voisines l'envahirent et en emportèrent tout, jusqu'aux bois et aux fers. Les ravages du temps et du climat ont fait le reste : il n'en reste que des ruines.
Lorsque les chartreux eurent obtenu le droit de revenir après 1816, la sœur Hévrard de Fond-Galand fit l'acquisition fin 1819 de l'ancien couvent des Augustins à L'Osier, près de Parménie (site d'une chartreuse issue de Prémol et fondée en 1252) puis en 1820 du domaine de Beauregard sur la commune de Coublevie, où elles entrent en octobre 1821. Cette même année 1821, lorsque les moniales s'occupent de transférer les restes de quelques-unes de leurs anciennes compagnes du cimetière de leur communauté d'autrefois à Prémol à celui de Beauregard, elles ne transfèrent pas les restes de la dauphine Béatrix - fondatrice du monastère - ni ceux de son fils, le dauphin Guigues VII. Ces tombeaux sont désormais ensevelis sous la végétation, on sait juste qu'ils étaient dans l'église, près du grand autel.
Les terres des moniales s'étendaient notamment vers Chamrousse (première mention du toponyme sous la forme calmen ruffa en 1260), et comportaient également de nombreux domaines à Moras-en-Valloire (1271), à Vaulnaveys (les Alberges), à Meylan et La Tronche (vignes dès XIIIe siècle), à Grenoble (Tour Prémol) et dans l'Oisans (lac St Laurent).
La Chartreuse de Prémol et ses terrains font l'objet d'une inscription au titre de site naturel, par arrêté du 2 décembre 1943.
La carte de la Chartreuse, faisant partie de la collection présentée au musée de la Grande Chartreuse, montre la reconstruction à la suite de l'incendie de 1707 (la partie « porterie-entrée » n'est figurée que par des bâtiments sans fenêtres, différents de la version reconstruite en 1739). Elle peut donc être datée d'environ 1715-1720. On reconnait la disposition des bâtiments sur le plan de 1791 (extrait du mémoire de Mastère de Thomas Pouyet - Annexes, p179).
En 2020/2022, une consolidation des arches est menée ainsi qu'une reconstruction du bâtiment de la Porterie, dans son aspect extérieur "de 1740" (dernière reconstruction après l'incendie de 1707 et avant la Révolution)  

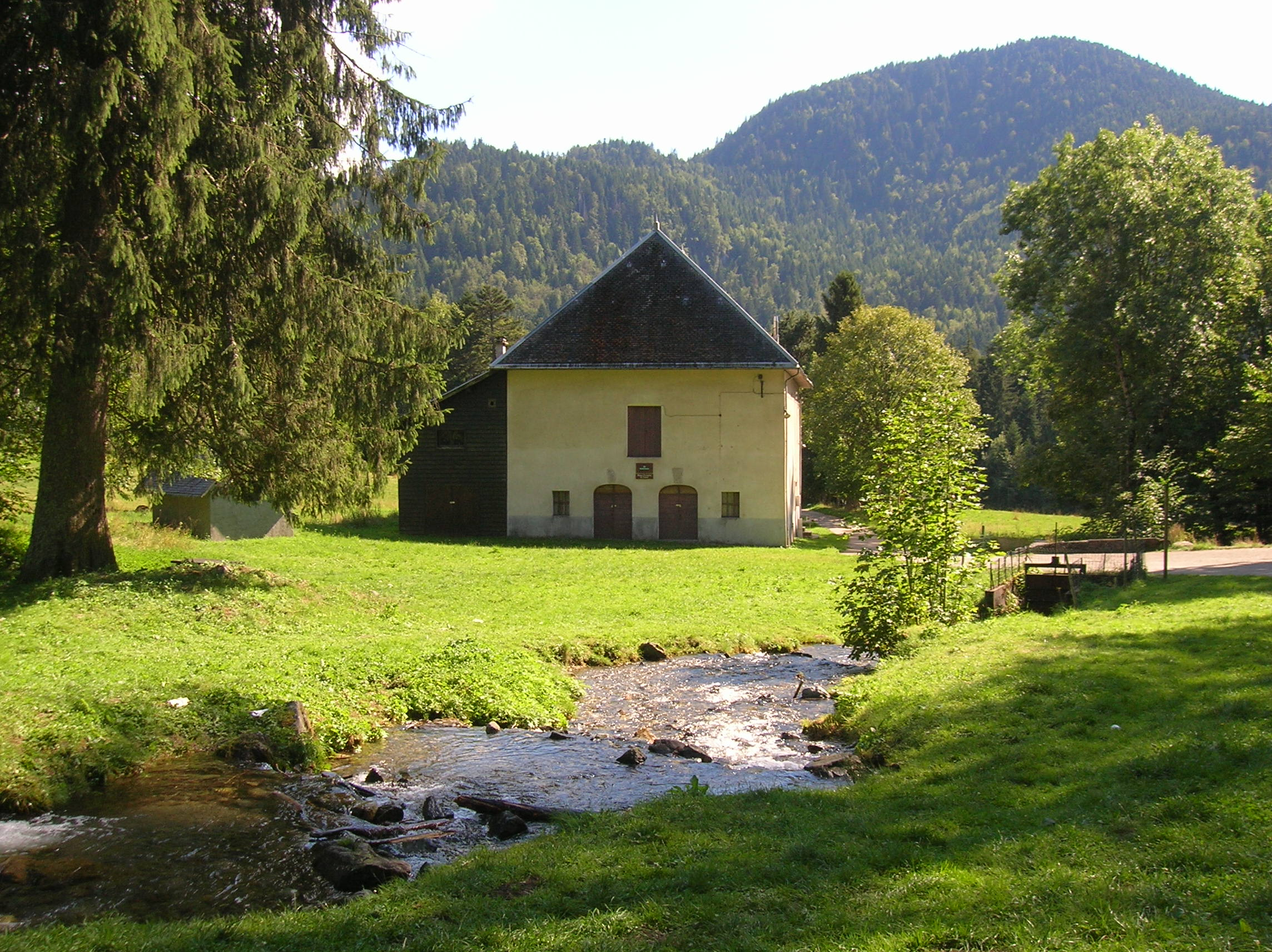
Le dernier bâtiment subsistant.
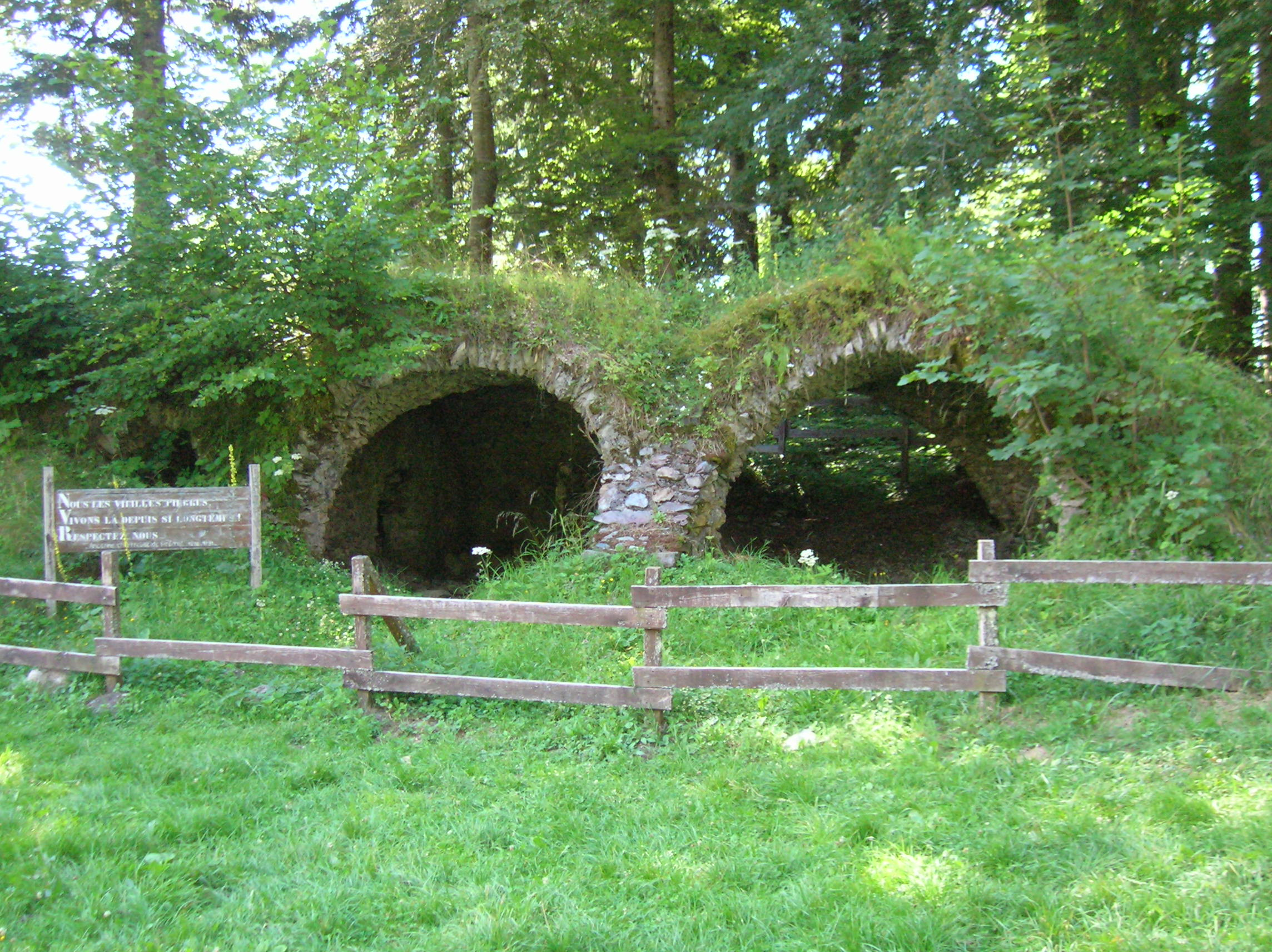
Les ruines du soubassement du petit cloitre.
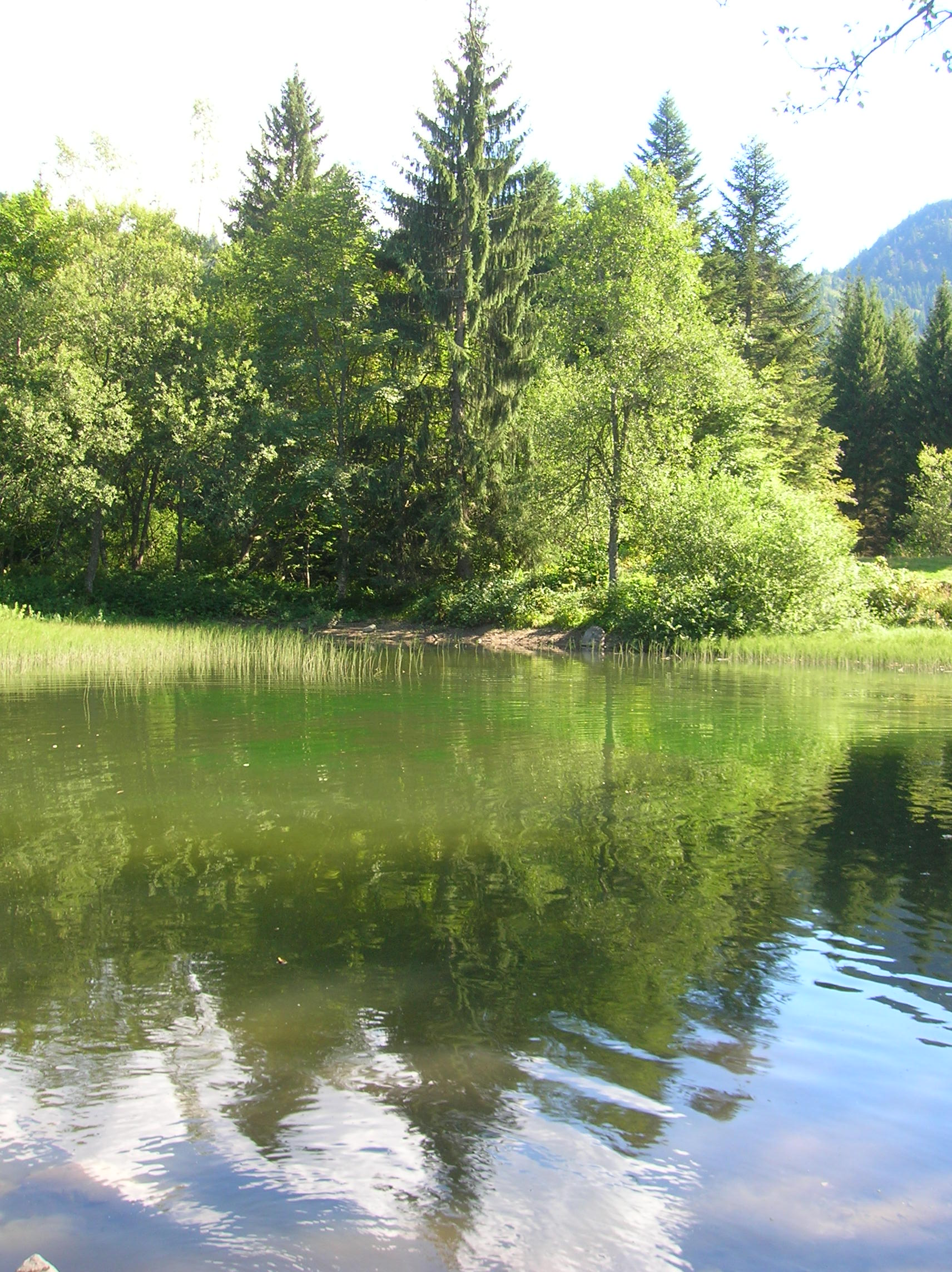
L'étang.
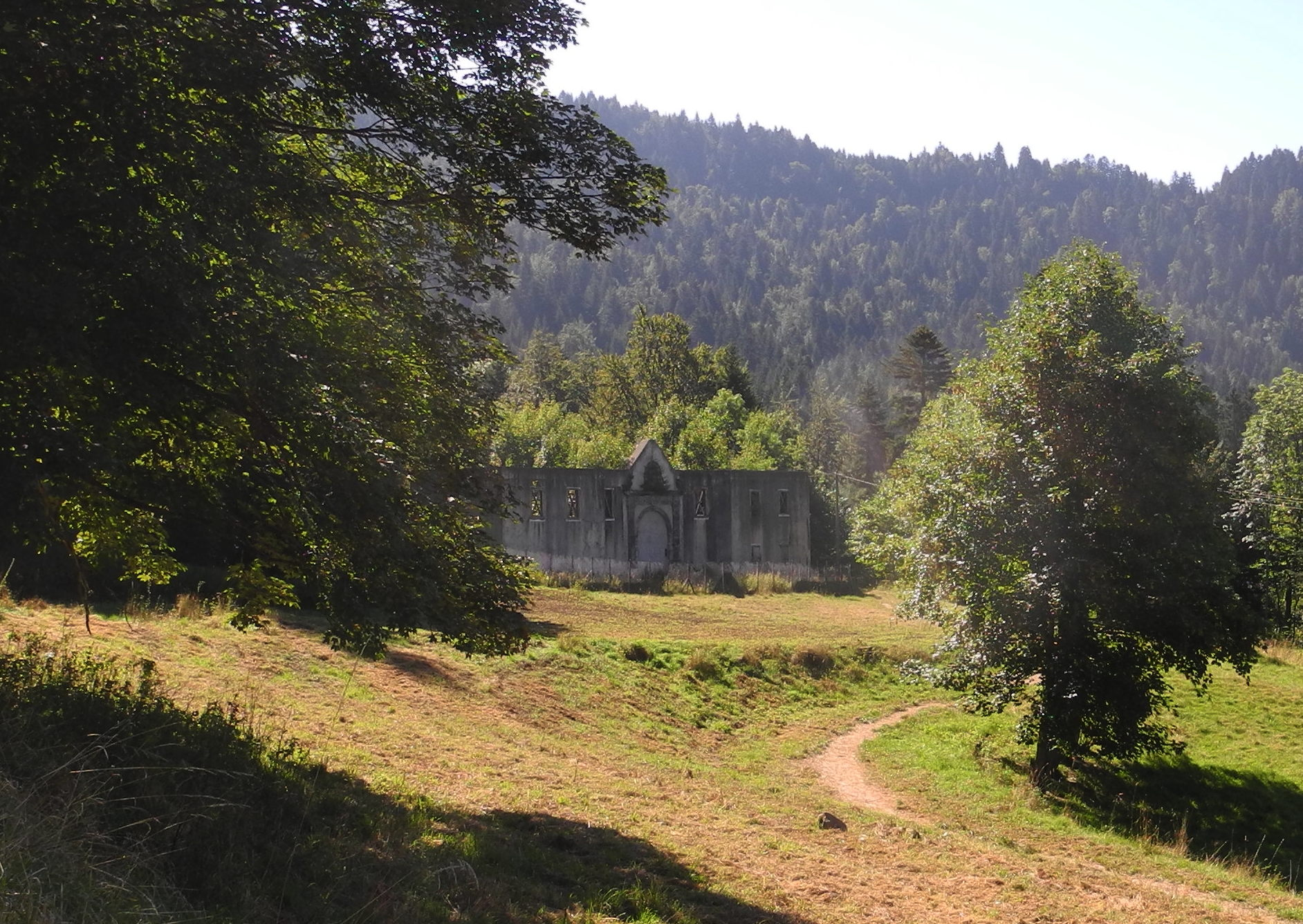
Ruine de la porterie du monastère.
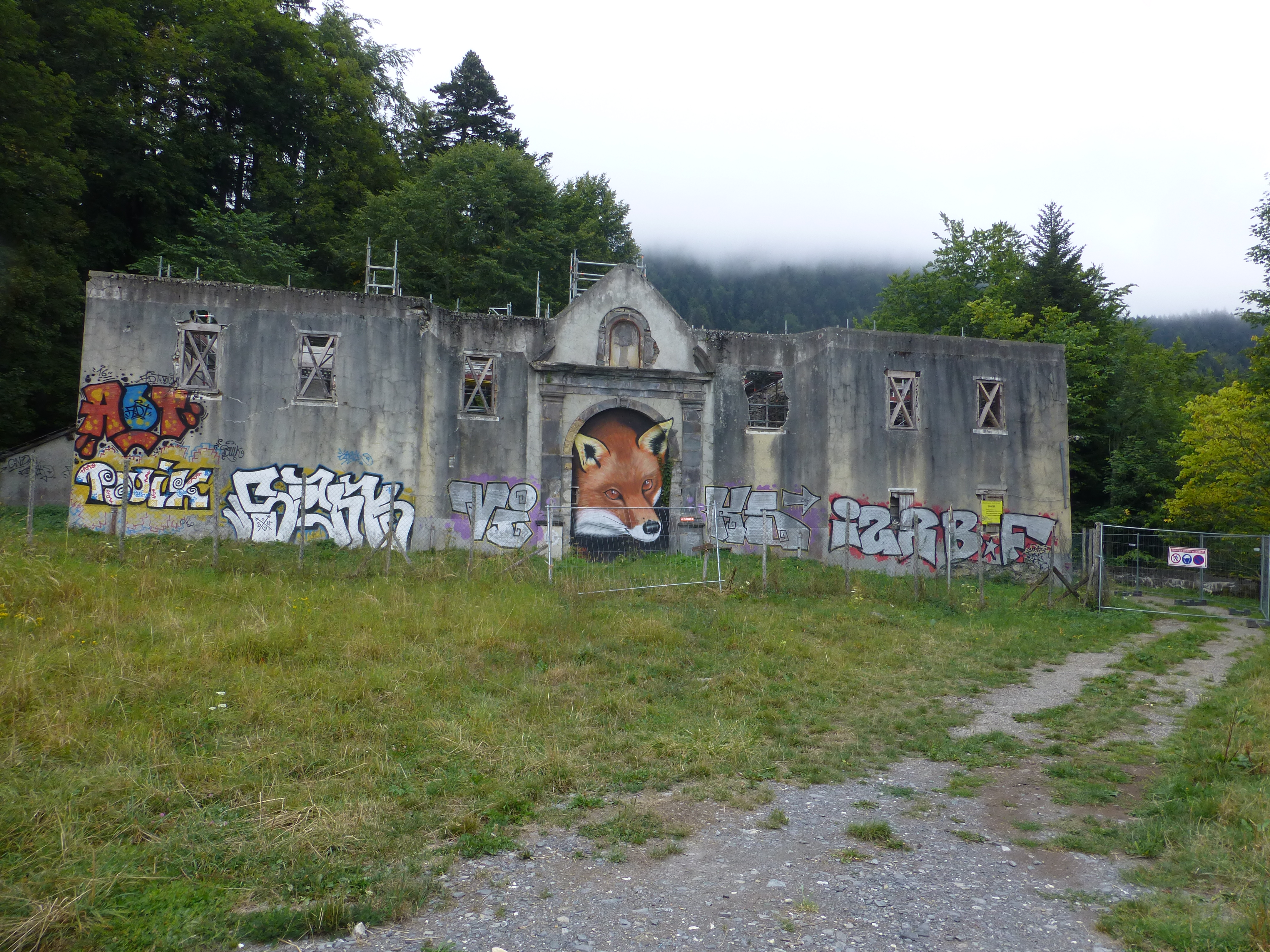
Ancienne porterie (08/2020).
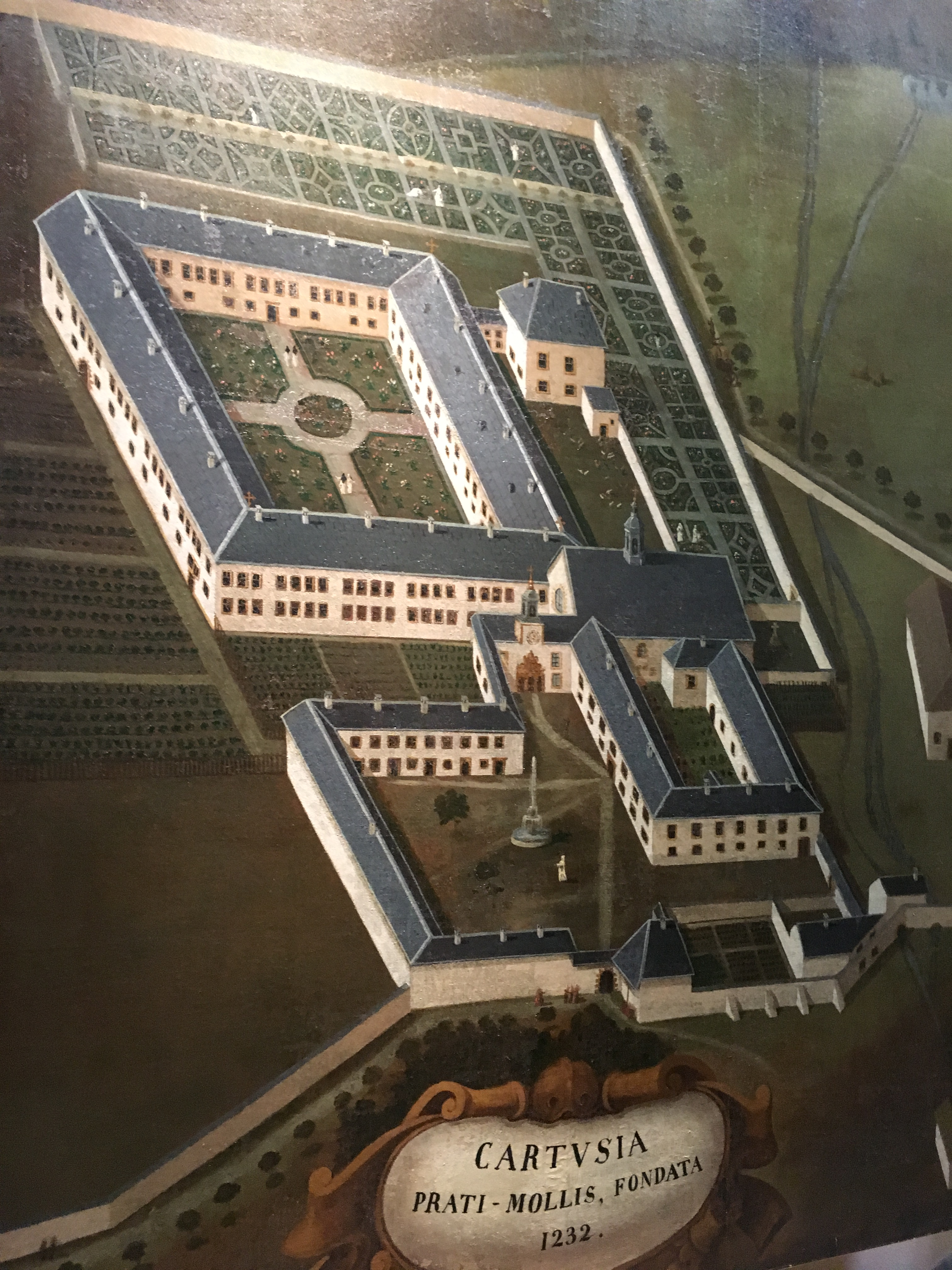
Carte de la Chartreuse de Prémol (coll. Monastère de la Gde Chartreuse).
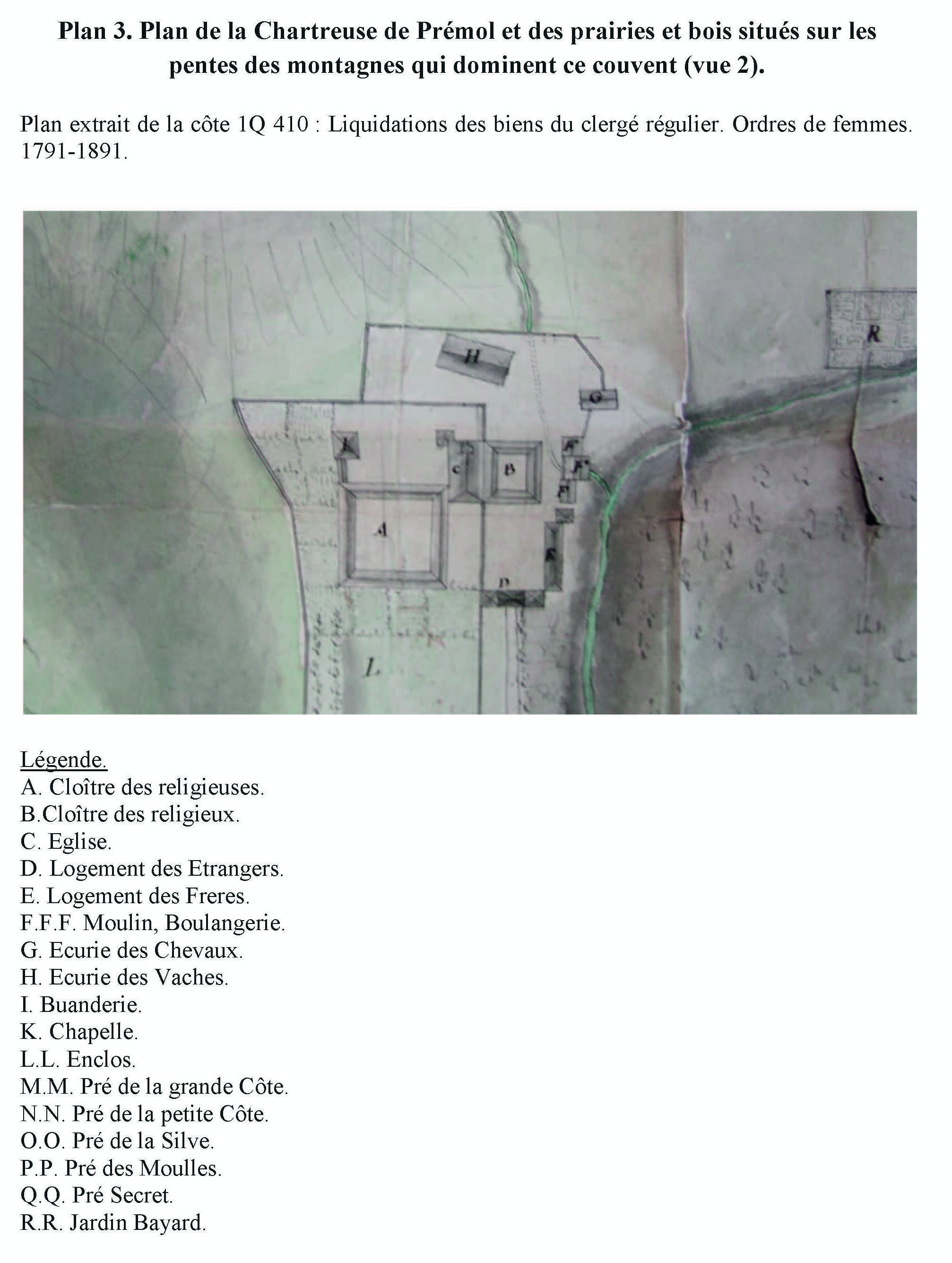
Plan de 1791 lors de l'expulsion des chartreuses.
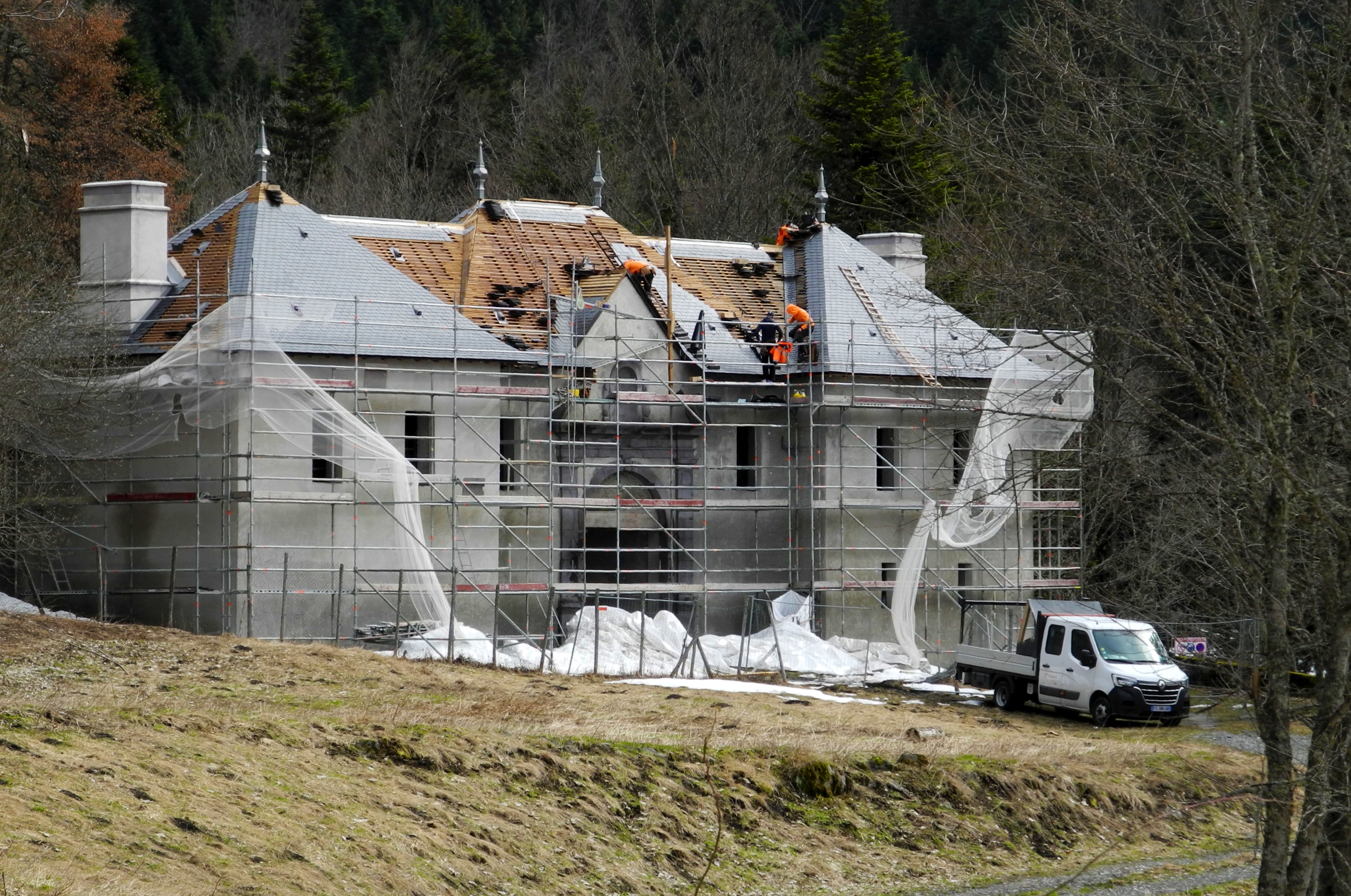
Reconstruction Porterie Chartreuse de Prémol - 2021.
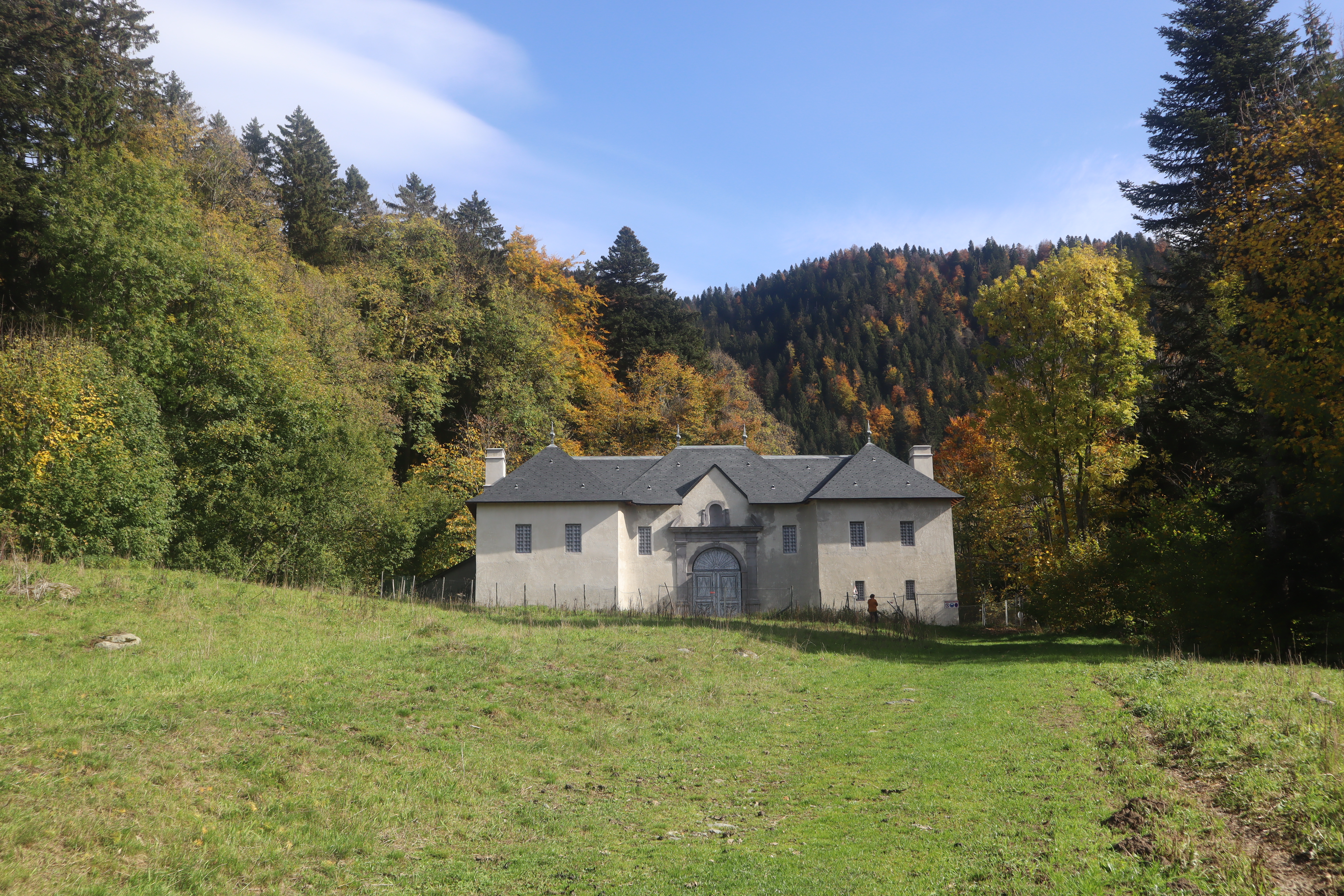
La Porterie restaurée (octobre 2022)
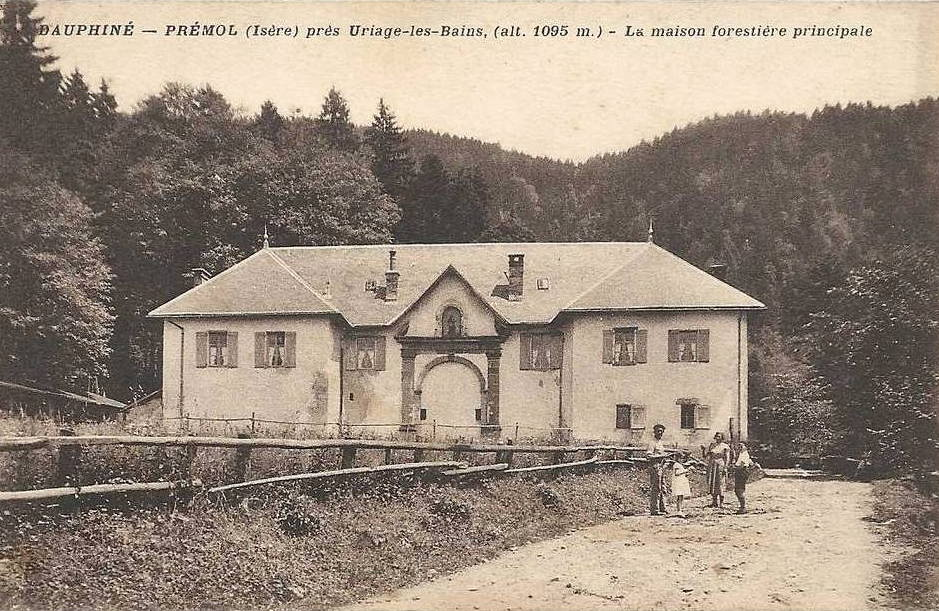
Façade ouest de Prémol d'après une ancienne carte postale.
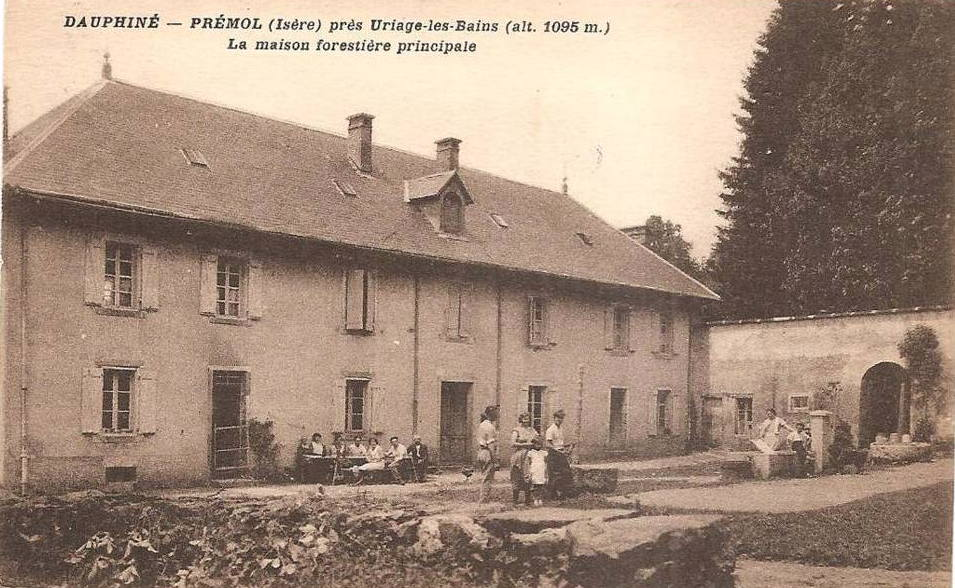
Façade est de Prémol d'après une ancienne carte postale.

## Héraldique
|  | Les armes de la chartreuse de Prémol se blasonnent ainsi : « Parti : au 1er d'or au dauphin d'azur, crêté, barbé, loré, peautré et oreillé de gueules », qui est du Dauphiné de Viennois ; « au 2d d'argent au chef de gueules », qui est de Montferrat. ou « D'or au dauphin d'azur, surmonté d'une croisette de gueules ». Suivant la tradition cartusienne, la chartreuse de Prémol porte des armes unissant à la fois celles des Dauphins et celles de Béatrice de Montferrat fondatrice de Prémol. |